# Ballószög
Ballószög is een plaats (község) en gemeente in het Hongaarse comitaat Bács-Kiskun. Ballószög telt 3175 inwoners (2007).